# Junte Provisoire du Gouvernement Suprême du Royaume
La Junte Provisoire du Gouvernement Suprême du Royaume (en portugais : Junta Provisional do Governo Supremo do Reino) est le gouvernement qui a administré le royaume de Portugal après le déclenchement de la Révolution libérale de 1820. Cette Junte, qui met en place les Cortes constituantes de 1820, était initialement présidée par Gomez Freyre.